# Évolution des effectifs de la fonction publique en France
L'évolution des effectifs de la fonction publique en France renvoie à l'évolution du nombre de personnes employées par l'État en France à travers l'histoire.

## Historique

### Début duXXesiècle
Le caractère réduit des missions dévolues à la puissance publique au XIXe siècle ne requiert pas de l’État des embauches importantes d'employés publics. Leur nombre reste stable au début du siècle. 

### Première Guerre mondiale
Les effectifs de la fonction publique croissent considérablement durant la Première Guerre mondiale. Selon le rapport Bokanowski, publié à l'été 1921, les effectifs civils ont cru de 35 % entre 1914 et 1921 :
|      |                                   | Augmentation relative des effectifs, décomposés par catégorie | Augmentation relative des effectifs, décomposés par catégorie | Augmentation relative des effectifs, décomposés par catégorie | Augmentation relative des effectifs, décomposés par catégorie |
|      | Augmentation totale des effectifs | Effectifs civils                                              | Titulaires                                                    | Auxiliaires                                                   | Ouvriers                                                      |
| ---- | --------------------------------- | ------------------------------------------------------------- | ------------------------------------------------------------- | ------------------------------------------------------------- | ------------------------------------------------------------- |
| 1914 | 543 271                           |                                                               |                                                               |                                                               |                                                               |
| 1921 | 732 926                           | +35 %                                                         | +12 %                                                         | +525 %                                                        | +58 %                                                         |

### Entre-deux guerres
La question de l'effectif idéal de la fonction publique est mise à l'agenda dans les années 1920. Ainsi, le Bloc national qui arrive en 1919, le cartel des gauches en 1924, et le gouvernement Poincaré en 1926, poursuivent chacun politique de compression du personnel étatique.
L’État cherche à se dégrossir des emplois créés pendant la Grande guerre, qui n'avaient plus de raison d'être. Le rapport Bokanowski de 1921 a permis de fixer une feuille de route sur les possibilités de licenciements. Parmi les emplois supprimés dans les années 1920, les plus touchés étaient les emplois les moins qualifiés (auxiliaires, ouvriers), c'est-à-dire ceux créés pendant la guerre. Ainsi, dans les emplois qui devaient être supprimés en 1922, 58 % concernaient l'administration des Régions libérées, qui n'avait plus lieu d'être depuis la fin du conflit. 
Ces licenciements sont toutefois compensés par la hausse de recrutements dans certains ministères. Ainsi, les effectifs du ministère du Travail triplent entre 1914 et 1931 du fait de la mise en œuvre des premières lois sur les assurances sociales de 1928 et 1930. Ainsi, Raymond Rivet, de la Statistique générale de la France, estime en 1932 que les effectifs de fonctionnaires civils d’État sont passés de 761 000 à 688 000 (-10%) entre 1922 et 1927. Les effectifs augmentent à nouveau dès 1931, étant cette année-là supérieurs de 3 % au volume de 1927.
La Grande Dépression atteint la France à partir de 1931 (Grande Dépression en France). Les gouvernements décident de plans d'économie pour assurer à l’État les moyens de se financer et d'investir. Plusieurs textes sont adoptés pour réduire les dépenses de personnel en 1933, 1934 et 1935, ainsi que pour réduire le nombre d'agents en 1932, 1933, 1934 et 1935. La réduction s'effectue en appliquant un impératif de réduction en pourcentage du nombre d'agent dans chaque service. En 1934, un texte interdit le recrutement de nouveaux agents. 

### Front populaire et fin de la Troisième République
Le Front populaire continue la mise en œuvre de plans d'économie salariale. Il met toutefois en pause la politique de licenciements. Le gouvernement Blum opère par le biais de l'abaissement de la limite d'âge pour permettre des mises en retraite précoce (1936). En 1938, le recrutement de nouveaux agents est à nouveau interdit, comme en 1934. Si Paul Reynaud et Édouard Daladier ont accusé le gouvernement Blum d'avoir augmenté de 100 000, ou de 240 000, les effectifs de la fonction publique, ces chiffres n'ont jamais été sourcés.
Une fois la chute du Front populaire actée, en 1939, un mécanisme d'incitation pécuniaire au départ est voté. Cette année-là, la fonction publique française compte environ 900 000 personnes, dont 750 000 civils.

### Régime de Vichy
Les recrutements augmentent nettement durant le régime de Vichy. La croissance du nombre de fonctionnaires est d'environ 26 % entre 1941 et 1946. Les postes augmentent à hauteur de 359 646, avec 42 860 suppressions de postes. Les principaux recrutements sont des civils au sein de la Défense nationale (+ 91 146 postes), au ministère de l'Intérieur (+ 64 828), ainsi qu'au Travaux publics et transports (+41 030).

### Gouvernement provisoire et Quatrième République
Le gouvernement provisoire de la République française entame une première vague de licenciements dès janvier 1945 afin d'épurer la fonction publique des créations d'emplois dues au régime de Vichy. Une deuxième étape, qui devait aboutir à la suppression de 50 000 emplois, a lieu entre 1946 et 1947. Une troisième, enfin, est lancée en 1947, avec un objectif de suppression de 150 000 emplois. Ces mesures sont soutenues par les gaullistes comme par les communistes, qui y voient un moyen d'améliorer le traitement des fonctionnaires tout en permettant à l’État de gagner une marge de manœuvre. 
Entre 1946 et 1949, on estime à 147 800 le nombre d'emplois supprimés dans la fonction publique, et le nombre de suppression nettes (en prenant en compte les nouvelles créations de poste, les titularisations, etc.) à 63 800. 

### Cinquième République

#### Présidence de Valéry Giscard d'Estaing
La présidence de Valéry Giscard d'Estaing est marquée par une augmentation forte des dépenses publiques. Si elles représentent 38,5 % du PIB en 1973, elles passent à 46,2 % en 1980. Cela se fait en partie au profit de créations de postes dans la fonction publique : les effectifs du secteur public gonflent de 570 000 personnes entre 1975 et 1980. 
La relance Chirac, qui vise à faire redémarrer l'économie du pays après le premier choc pétrolier, mène à elle seule à la création de 15 000 nouveaux postes dans la fonction publique, ce qui permet de soutenir la consommation des ménages.

#### Présidence de François Mitterrand
La politique de gestion des effectifs évolue avec l'élection présidentielle française de 1981 et la victoire de François Mitterrand. Il avait soutenu, dans ses 110 propositions pour la France, la création de 150 000 emplois dans la fonction publique. Sur ces 150 000 promis, 37 700 sont créés en 1981, 46 000 en 1982, et 22 700 en 1983. Ce régime de recrutements est mis en pause durant le tournant de la rigueur. 
Durant la première cohabitation, le gouvernement Jacques Chirac supprime effectivement 33 000 emplois, en gelant un emploi vacant sur deux. Les suppressions nettes, c'est-à-dire en prenant en compte la création d'emplois, est de -1 245 emplois durant la cohabitation. Toutefois, Émilien Ruiz calcule un solde réel de -17 318 postes en « élargissant le périmètre pris en considération à la Défense, aux établissements publics nationaux et à l'enseignement privé sous contrat ».
Environ 500 000 emplois publics sont créés durant les deux septennats de François Mitterrand.
| Année | Effectif dans la fonction publique (hors contrats aidés) |
| ----- | -------------------------------------------------------- |
| 1980  | 3 902 000                                                |
| 1981  | 3 950 000                                                |
| 1982  | 4 030 000                                                |
| 1986  | 4 165 042                                                |
| 1988  | 4 185 501                                                |
| 1990  | 4 257 653                                                |
| 1992  | 4 330 398                                                |
| 1994  | 4 410 247                                                |
| 1995  | 4 450 000                                                |

#### Présidence de Jacques Chirac
Les effectifs de la fonction publique hospitalière augmentent fortement au début des années 2000, principalement du fait de la réforme des 35 heures. 12 000 emplois équivalents temps plein sont supprimés en 2004 et 2005.
| Année | Effectif dans la fonction publique (hors contrats aidés) |
| ----- | -------------------------------------------------------- |
| 1995  | 4 450 000                                                |
| 1997  | 4 530 000                                                |
| 1998  | 4 583 810                                                |
| 1999  | 4 620 100                                                |
| 2000  | 4 699 690                                                |
| 2001  | 4 760 000                                                |
| 2002  | 4 896 422                                                |
| 2003  | 4 993 861                                                |
| 2004  | 5 075 507                                                |
| 2005  | 5 125 056                                                |
| 2006  | 5 226 801                                                |
| 2007  | 5 268 000                                                |

#### Présidence de Nicolas Sarkozy
Sous la présidence de Nicolas Sarkozy, 150 000 ETP sont supprimés dans la fonction publique d’État. Toutefois, les suppressions nettes (prenant en compte les créations) établissent les suppressions à entre 94 000 et 85 000 ETP supprimés dans la fonction publique d’État. Certains secteurs sont sanctuarisés, comme l'Enseignement supérieur et la recherche, tandis que les effectifs d'autres missions sont augmentés, comme la justice. 
En 2010, les effectifs dans la fonction publique chutent de 0,1 % (hors contrats aidés). Les effectifs contrats aidés inclus augmentent de 0,2 %. Les évolutions sont toutefois hétérogènes : la fonction publique centrale voit ses effectifs de baisser de 1,0 % (-0,9 % contrats aidés inclus), tandis que la fonction publique hospitalière augmente de 1,3 % (1,1 %). La fonction publique territoriale augmente de 0,2 % (1,0 %).
| Année | Effectif dans la fonction publique (hors contrats aidés) | Taux de croissance |
| ----- | -------------------------------------------------------- | ------------------ |
| 2007  | 5 268 000                                                | 0,78 %             |
| 2008  | 5 300 000                                                | 0,60 %             |
| 2009  | 5 378 000                                                | 1,47 %             |
| 2010  | 5 371 000                                                | -0,1 %             |
| 2011  | 5 358 000                                                | -0,2 %             |
| 2012  | 5 381 500                                                | 0,43 %             |

#### Présidence de François Hollande
La présidence de François Hollande est marquée par des créations d'emplois dans la fonction publique, quoiqu'à un rythme faible. De 2012 à la première année de la présidence d'Emmanuel Macron, le solde positif est de 86 600 ETP. Cela est en partie conforme à la promesse de campagne du candidat Hollande. Entre 2016 et fin 2015, 63 000 emplois ont été créés dans la fonction publique.
| Année | Effectif dans la fonction publique (hors contrats aidés) |
| ----- | -------------------------------------------------------- |
| 2012  | 5 381 500                                                |
| 2013  | 5 416 900                                                |
| 2014  | 5 448 300                                                |
| 2015  | 5 450 600                                                |
| 2016  | 5 480 200                                                |
| 2017  | 5 525 700                                                |

|      | Taux de croissance | Fonction publique d’État | Fonction publique hospitalière | Fonction publique territoriale |
| ---- | ------------------ | ------------------------ | ------------------------------ | ------------------------------ |
| 2012 | 0,4 %              | -0,6 %                   | 0,7 %                          | 1,6 %                          |
| 2013 | 1,5 %              | 1 %                      | 1,7 %                          | 2 %                            |
| 2014 | 0,7 %              | 0 %                      | 0,9 %                          | 1,5 %                          |
| 2015 | 0,1 %              | 0,1 %                    | 0,3 %                          | 0,1 %                          |
| 2016 | 0,4 %              | 1 %                      | 0,2 %                          | -0,4 %                         |

#### Présidence d'Emmanuel Macron
Les effectifs chutent en 2017 et en 2018. Ils augmentent un peu en 2019, dans les trois versants de la fonction publique. L'année 2020, marquée par la pandémie de Covid-19, marque une augmentation nette des effectifs dans la fonction publique hospitalière.
|      | Taux de croissance | Fonction publique d’État | Fonction publique hospitalière | Fonction publique territoriale |
| ---- | ------------------ | ------------------------ | ------------------------------ | ------------------------------ |
| 2017 | -0,1 %             | 0 %                      | 0 %                            | -0,4 %                         |
| 2018 | -0,4 %             | -0,1 %                   | -0,2 %                         | -0,8 %                         |
| 2019 | 0,3 %              | 0,2 %                    | 0,3 %                          | 0,5 %                          |
| 2020 | 0,6 %              | 0,8 %                    | 1,8 %                          | -0,4 %                         |
| 2021 |                    |                          |                                |                                |

### Part de l’emploi public dans l’emploi total
En 2021, la fonction publique représente 19,8 % de l'emploi total en France. Oscillant entre 21 et 21,5 % entre 1993 et 2014, cette part est en baisse quasi continue depuis 2014.